# Alberto VII di Schwarzburg-Rudolstadt
Alberto VII conte di Schwarzburg-Rudolstadt (Sondershausen, 16 gennaio 1537 – Rudolstadt, 10 aprile 1605) fu conte di Schwarzburg e fondatore della linea di Schwarzburg-Rudolstadt, che ricevette in seguito il titolo di principe.

## Vita
Era il più giovane dei figli sopravvissuti del conte Günther XL di Schwarzburg-Blankenburg e di sua moglie, la contessa Elisabetta di Isenburg-Büdingen.
Tutti i possedimenti, che erano stati riuniti dal padre, giunsero nelle mani dei figli proprio alla morte del padre Günther XL nel 1552, Günther XLI, Giovanni Günther I, Guglielmo I e Alberto VII, che divisero il loro stato nel 1571. Alla morte senza eredi di Günther XLI nel 1583 e di Guglielmo I nel 1597, i loro possedimenti vennero divisi tra i fratelli sopravvissuti, Giovanni Günther e Alberto VII. Questa divisione diede origine alle due linee della casa di Schwarzburg, gli Schwarzburg-Rudolstadt e gli Schwarzburg-Sondershausen, che esistettero sino al 1918.
Alberto studiò in molte università tedesche e a Padova. Dal 1557 risiedette alla corte dei principi di Orange-Nassau. Dal 1563 servì sotto il fratello Günther nell'esercito del re di Danimarca e dal 1573 visse a Rudolstadt.

## Matrimonio e figli
Alberto VII si sposò due volte. La prima volte, il 14 giugno 1575 sposò la contessa Giuliana di Nassau-Dillenburg, figlia del conte Guglielmo I di Nassau-Dillenburg e sorella di Guglielmo I d'Orange detto "il Taciturno", da cui ebbe i seguenti figli:
1. Karl Günther, conte di Schwarzburg-Rudolstadt (6 novembre 1576 - 24 settembre 1630)
2. Elisabetta Giuliana (1 gennaio 1578 - 28 marzo 1658)
3. Sofia (1 marzo 1579 - 24 agosto 1630), sposò il 30 marzo 1595 il conte Jobst II di Barby-Mühlingen
4. Maddalena (12 aprile 1580 - 22 aprile 1632), sposò il 22 maggio 1597 Enrico II di Reuss-Gera
5. Ludwig Günther I, conte di Schwarzburg-Rudolstadt (27 maggio 1581 - 4 novembre 1646)
6. Albert Günther I, conte di Schwarzburg-Rudolstdat (8 agosto 1582 - 20 gennaio 1634)
7. Anna Sibilla (14 March 1584 – 22 August 1623), sposò il 15 novembre 1612 il conte Cristiano Günther I di Schwarzburg-Sondershausen
8. Caterina Maria (13 luglio 1585 - 19 gennaio 1659)
9. Caterina Susanna (13 febbraio 1587 - 19 aprile 1662)
10. Heinrich Günther (27 agosto 1588 - 29 ottobre 1589)

In seconde nozze, il 2 marzo 1591, sposò la contessa Albertina Elisabetta di Leiningen-Westerburg, ma questo matrimonio non apportò eredi.

## Ascendenza
|                                                 |                                         |                                           | Genitori                                    |  |  | Nonni |  |  | Bisnonni                                            |  |  | Trisnonni                                       |  |
|                                                 |                                         |                                           |                                             |  |  |       |  |  | Günther XXXVIII, conte di Schwarzburg-Sondershausen |  |  | Enrico XXVI, conte di Schwarzburg-Sondershausen |  |
|                                                 |                                         |                                           |                                             |  |  |       |  |  | Günther XXXVIII, conte di Schwarzburg-Sondershausen |  |  | Enrico XXVI, conte di Schwarzburg-Sondershausen |  |
|                                                 |                                         | Elisabetta di Kleve                       |                                             |  |  |       |  |  | Günther XXXVIII, conte di Schwarzburg-Sondershausen |  |  |                                                 |  |
| Enrico XXXI, conte di Schwarzburg-Sondershausen |                                         |                                           |                                             |  |  |       |  |  | Günther XXXVIII, conte di Schwarzburg-Sondershausen |  |  |                                                 |  |
|                                                 |                                         | Caterina di Querfurt                      | Bruno VI, signore di Querfurt               |  |  |       |  |  |                                                     |  |  |                                                 |  |
|                                                 |                                         | Caterina di Querfurt                      | Bruno VI, signore di Querfurt               |  |  |       |  |  |                                                     |  |  |                                                 |  |
|                                                 |                                         | Caterina di Querfurt                      | Anna di Gleichen-Tonna                      |  |  |       |  |  |                                                     |  |  |                                                 |  |
| Günther XL, conte di Schwarzburg-Sondershausen  |                                         | Caterina di Querfurt                      |                                             |  |  |       |  |  |                                                     |  |  |                                                 |  |
|                                                 |                                         | Ernesto IV, conte di Honstein-Klettenberg | Enrico XI, conte di Honstein-Klettenberg    |  |  |       |  |  |                                                     |  |  |                                                 |  |
|                                                 |                                         | Ernesto IV, conte di Honstein-Klettenberg | Enrico XI, conte di Honstein-Klettenberg    |  |  |       |  |  |                                                     |  |  |                                                 |  |
|                                                 |                                         | Ernesto IV, conte di Honstein-Klettenberg | Margherita di Waldeck-Waldeck               |  |  |       |  |  |                                                     |  |  |                                                 |  |
| Maddalena di Honstein-Klettenberg               |                                         | Ernesto IV, conte di Honstein-Klettenberg |                                             |  |  |       |  |  |                                                     |  |  |                                                 |  |
|                                                 |                                         | Margherita di Gera                        | Enrico X, signore di Gera                   |  |  |       |  |  |                                                     |  |  |                                                 |  |
|                                                 |                                         | Margherita di Gera                        | Enrico X, signore di Gera                   |  |  |       |  |  |                                                     |  |  |                                                 |  |
|                                                 |                                         | Margherita di Gera                        | Anna di Henneberg-Aschach                   |  |  |       |  |  |                                                     |  |  |                                                 |  |
| Alberto VII, conte di Schwarzburg-Rudolstadt    |                                         | Margherita di Gera                        |                                             |  |  |       |  |  |                                                     |  |  |                                                 |  |
|                                                 | Ludovico II, conte di Isenburg-Büdingen | Teodorico, conte di Isenburg-Büdingen     |                                             |  |  |       |  |  |                                                     |  |  |                                                 |  |
|                                                 | Ludovico II, conte di Isenburg-Büdingen | Teodorico, conte di Isenburg-Büdingen     |                                             |  |  |       |  |  |                                                     |  |  |                                                 |  |
|                                                 | Ludovico II, conte di Isenburg-Büdingen | Elisabetta di Solms-Braunfels             |                                             |  |  |       |  |  |                                                     |  |  |                                                 |  |
| Filippo, conte di Isenburg-Büdingen-Kelsterbach | Ludovico II, conte di Isenburg-Büdingen |                                           |                                             |  |  |       |  |  |                                                     |  |  |                                                 |  |
|                                                 |                                         | Maria di Nassau-Wiesbaden-Idstein         | Giovanni, conte di Nassau-Wiesbaden-Idstein |  |  |       |  |  |                                                     |  |  |                                                 |  |
|                                                 |                                         | Maria di Nassau-Wiesbaden-Idstein         | Giovanni, conte di Nassau-Wiesbaden-Idstein |  |  |       |  |  |                                                     |  |  |                                                 |  |
|                                                 |                                         | Maria di Nassau-Wiesbaden-Idstein         | Maria di Nassau-Dillenburg                  |  |  |       |  |  |                                                     |  |  |                                                 |  |
| Elisabetta di Isenburg-Büdingen-Kelsterbach     |                                         | Maria di Nassau-Wiesbaden-Idstein         |                                             |  |  |       |  |  |                                                     |  |  |                                                 |  |
|                                                 |                                         | Filippo II, conte di Rieneck              | Tommaso II, conte di Rieneck                |  |  |       |  |  |                                                     |  |  |                                                 |  |
|                                                 |                                         | Filippo II, conte di Rieneck              | Tommaso II, conte di Rieneck                |  |  |       |  |  |                                                     |  |  |                                                 |  |
|                                                 |                                         | Filippo II, conte di Rieneck              | Caterina di Hanau                           |  |  |       |  |  |                                                     |  |  |                                                 |  |
| Amalia di Rieneck                               |                                         | Filippo II, conte di Rieneck              |                                             |  |  |       |  |  |                                                     |  |  |                                                 |  |
|                                                 |                                         | Anna di Wertheim                          | Giorgio I, conte Wertheim                   |  |  |       |  |  |                                                     |  |  |                                                 |  |
|                                                 |                                         | Anna di Wertheim                          | Giorgio I, conte Wertheim                   |  |  |       |  |  |                                                     |  |  |                                                 |  |
|                                                 |                                         | Anna di Wertheim                          | Anna di Oettingen                           |  |  |       |  |  |                                                     |  |  |                                                 |  |
|                                                 |                                         | Anna di Wertheim                          |                                             |  |  |       |  |  |                                                     |  |  |                                                 |  |